# ولاية الخرطوم

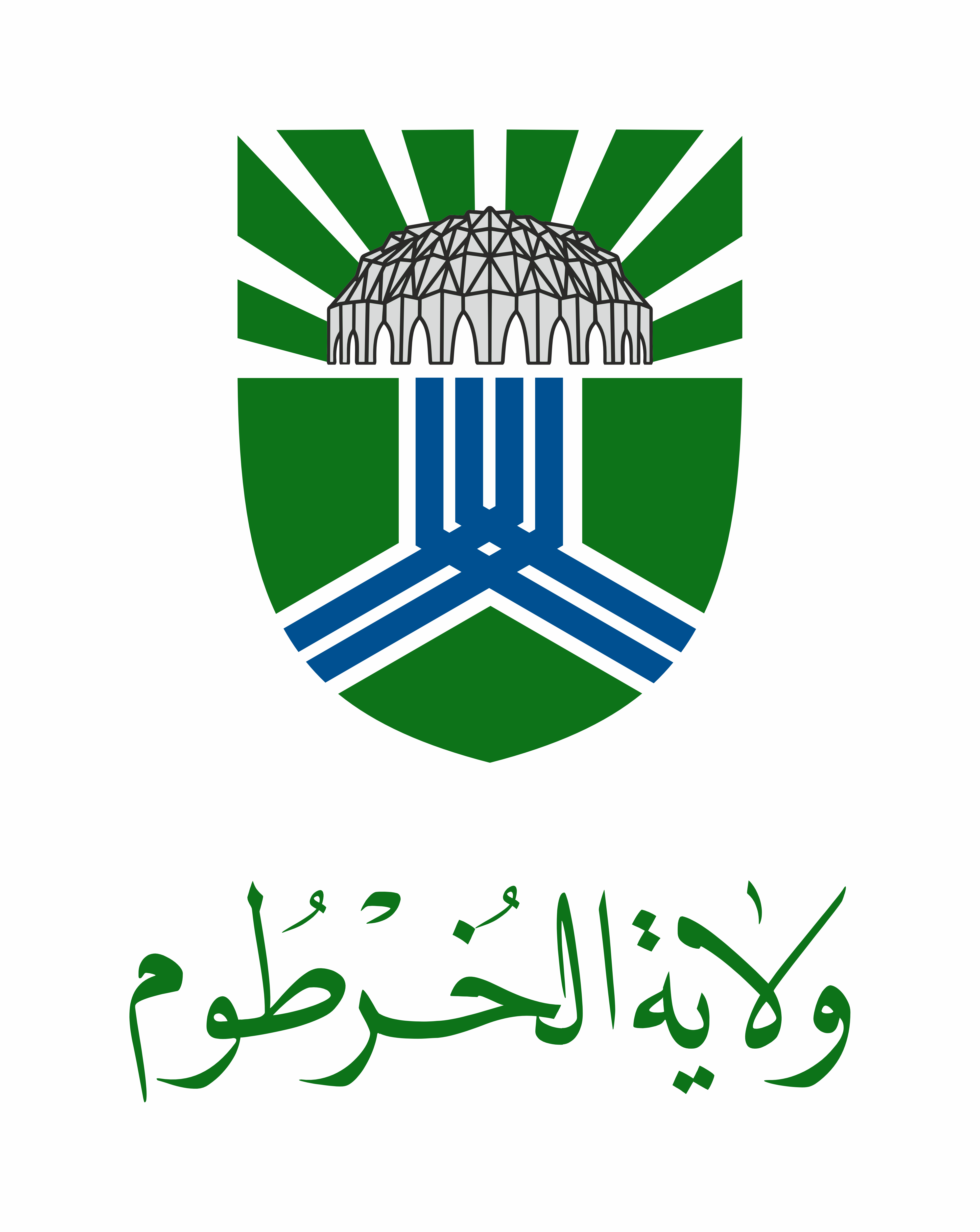
الشعار يمثل هوية ولاية الخرطوم وله شخصيته الخاصة و معاني ودلالات معنوية و قيمة فنية

ولاية الخرطوم تقع في وسط السودان يحدها من الجهة الشمالية الشرقية ولاية نهر النيل ومن الجهة الشمالية الغربية الولاية الشمالية ومن الجهة الشرقية والجنوبية الشرقية ولايات ولاية كسلا وولاية القضارف وولاية الجزيرة. أي تقع ولاية الخرطوم في الجزء الشمالي الشرقي من أواسط البلاد في قلب السودان عند التقاء النيلين النيل الأبيض بالنيل الأزرق ليكونا نهر النيل تقع الولاية بين خطي طول 5,31-34 شرقاً وخطي عرض 15-16 شمالاً تقريباً.

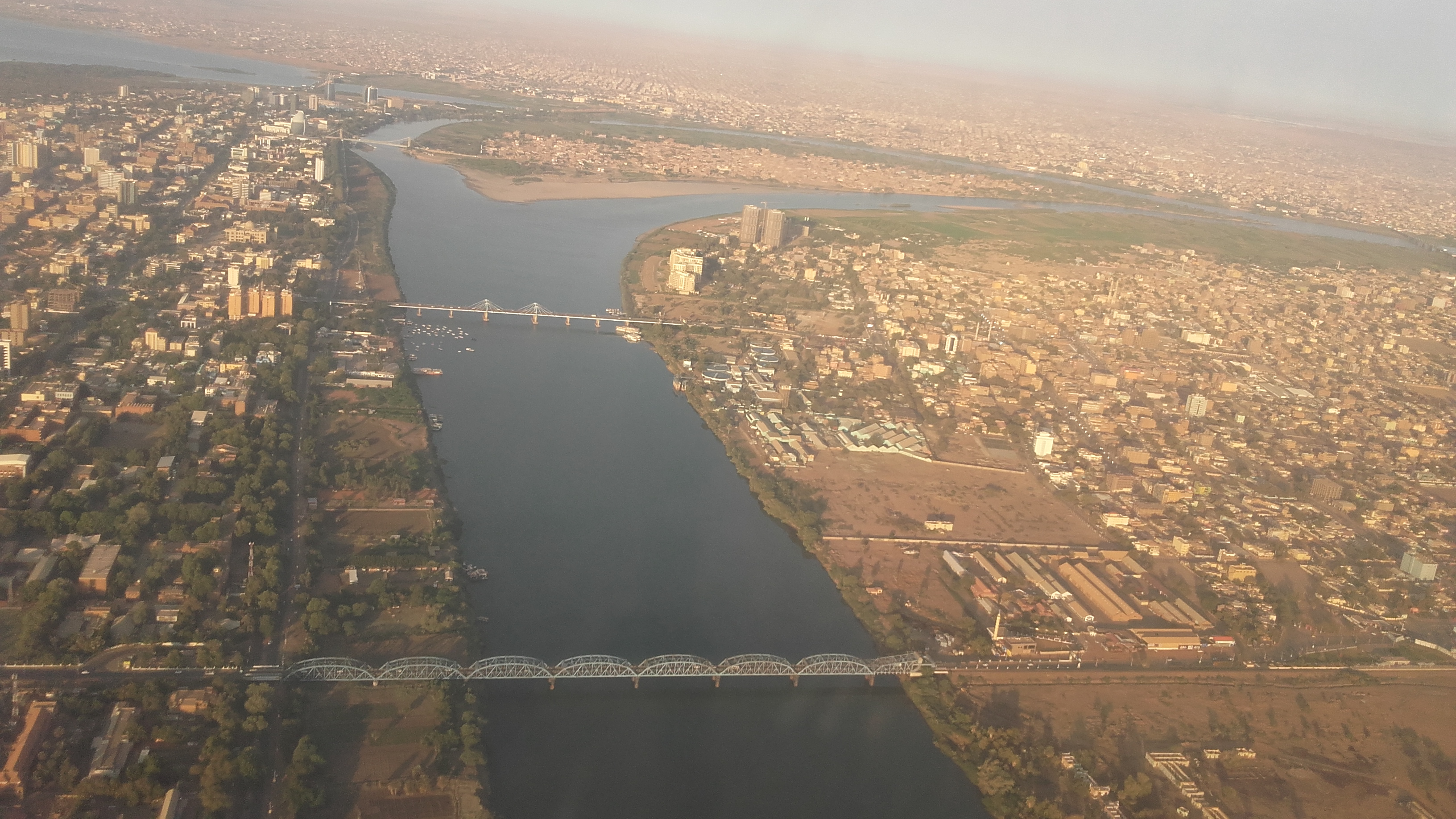
صورة لولاية الخرطوم

## الجغرافية

### المساحة
تقع الولاية على ارتفاع 1352 قدم فوق سطح البحر، وتقدّر مساحتها بحوالي 22.736 كيلو متر مربع.

### المناخ
تقع معظم ولاية الخرطوم في المنطقة المناخية شبه الصحراوية، بينما المناطق الشمالية تقع في المناطق الصحراوية، ومناخ الولاية حار إلى حار جداً وممطر صيفاً ودافئ إلى بارد وجاف شتاءاً، الأمطار 100 –200 مليمتر في المناطق الشمالية الشرقية، 200 –300 مليمتر في المناطق الشمالية الغربية ما بين 10- 100 مليمتر، درجات الحرارة تتراوح في فصل الصيف ما بين 25 – 40 درجة مئوية في الأشهر من أبريل / آب حتى يونيو / حزيران، ومن 20 – 35 في الأشهر من يوليو / تموز إلى أكتوبر/ تشرين الأول وتواصل درجات الحرارة انخفاضها في فصل الشتاء بين الأشهر من نوفمبر / تشرين الثاني حتى مارس / أذار من 15 – 25 درجة مئوية.

## السكان
يقطن الولاية حوالي 8 ملايين نسمة يمثّلون كافة ألوان الطيف الإثني والسياسي والاجتماعي والثقافي بالسودان ويتوزعون على سبع محليات إدارية. ثلث السكان نزح إلى هذه الولاية من ولايات السودان الأخرى وأصبحت الولاية الآن ذات كثافة سكانية عالية تكاد تصل إلى ربع عدد السكان في البلاد.

## النشاط الإقتصادي

### الخدمات
معظم السكان هم من العمال وموظفي دواوين الدولة والقطاع الخاص والبنوك، كما أن هناك شريحة كبيرة من أصحاب الأعمال الذين يعملون في التجارة وشريحة أخرى يمثلها المهاجرون والنازحون تعمل في بعض الأعمال الهامشية، أما سكان الريف فيعملون بالزراعة والرعي ويمدّون العاصمة الخرطوم بالخضر والفاكهة والألبان، وهناك أيضاً بعض السكان الذين يسكنون علي ضفاف النهر ويمارسون صناعة الفخار والطوب وصيد الأسماك.

### الزراعة
تبلغ مساحة الأراضي الصالحة للزراعة في الولاية حوالي 1.8 مليون فدان، والمزروع منها لا يزيد على 350.000 فدان فقط. وبلغت المساحة المستغلة للمراعي الطبيعية 2.2 مليون فدان.
مصادر المياه المستغلة في عمليات الزراعة من النيلين الأزرق والأبيض ونهر النيل والمياه الجوفية.
تشمل المحاصيل الزراعية في ولاية الخرطوم الخضر والفواكه.

### الثروة الحيوانية
وتتكون من 1380500 رأس ويتم التركيز على تربية أبقار الألبان ومزارع للأسماك وإنتاج الدواجن للبيض ودجاج اللحوم. أما إنتاج لحوم الماشية فهي للتصدير إلى جانب تغطية احتياجات المستهلك المحلي.

## التعليم

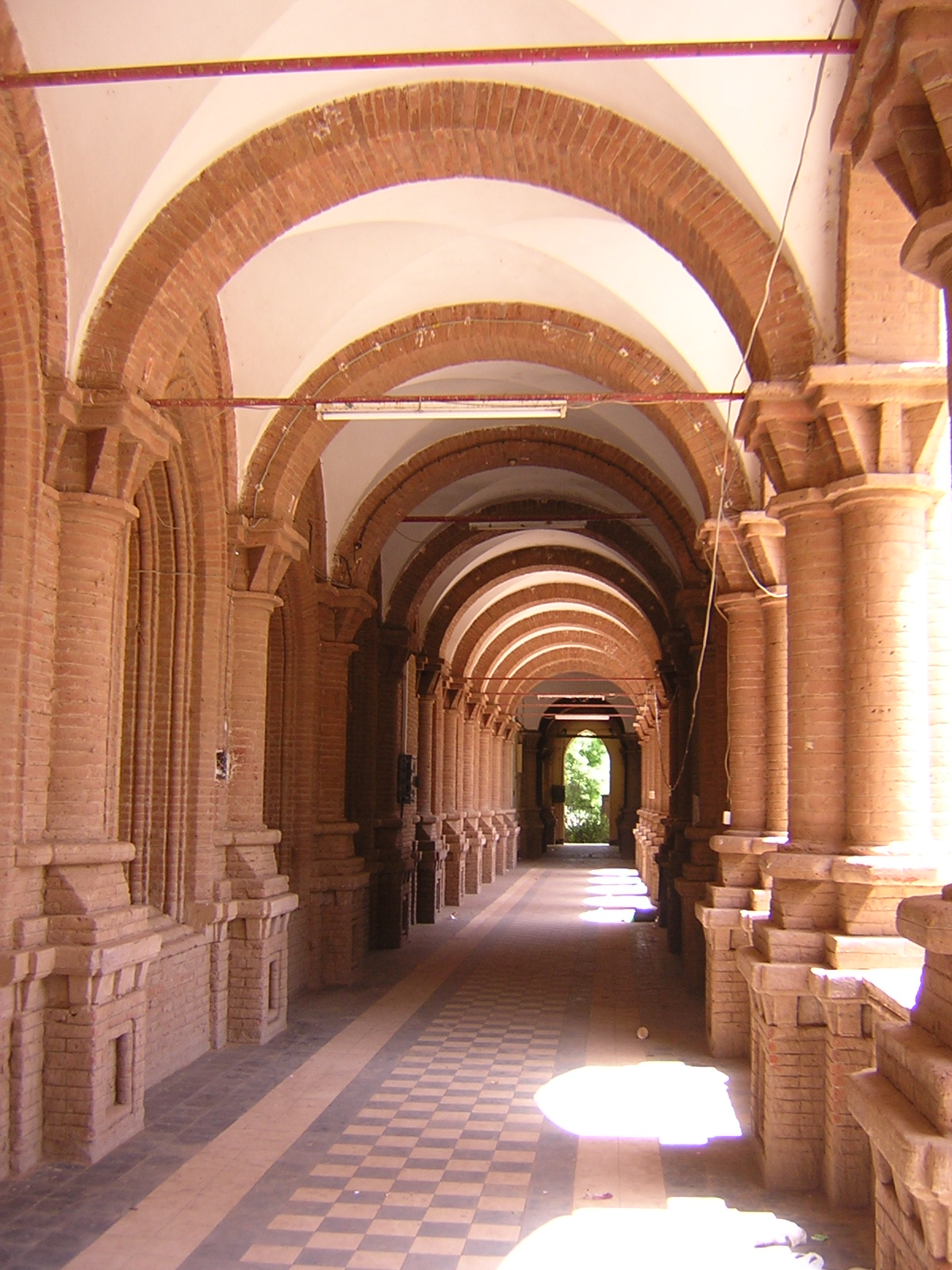
جامعة الخرطوم

تعتبر ولاية الخرطوم قطباً مهماً للتعليم العالي في السودان، ويوجد بها العديد من الجامعات و الكليات مثل جامعة أم درمان الإسلامية وجامعة السودان للعلوم والتكنولوجيا  والمؤسسات التعليمية المختلفة.
بلغ عدد المدارس فيها حوالي 1199 مدرسة أساس و679 مدرسة ثانوية.
وقد شهدت الولاية إنشاء أول مدرسة نظامية للسودان وأول كلية جامعية هي كلية غوردون التذكارية في مدينة الخرطوم التي تحولت فيما بعد إلى جامعة الخرطوم . يوجد بالولاية العديد من الجامعات و الكليات الحكومية والخاصة  والمؤسسات التعليمية المختلفة ورئاسات الشركات والبنوك الوطنية وفروع الشركات الأجنبية.

## أهم المدن التي تكون الولاية
أم درمان، الخرطوم بحري والخرطوم وهي حاضرة الولاية وعاصمة السودان السياسية. وتعتبر مدينة أم درمان العاصمة التاريخية للسودان إذ ارتبطت بدولة المهدية التي أسسها محمد أحمد المهدي في أواسط القرن التاسع عشر بينما تعتبر مدينة بحري المدينة الصناعية الأولى في الولاية.
| أم درمان                     | أم درمان                                                                                        |
| ---------------------------- | ----------------------------------------------------------------------------------------------- |
|                              |                                                                                                 |
|                              |                                                                                                 |
| العلم                        | شعار ولاية الخرطوم                                                                              |
| أم درمان غرب العاصمة المثلثة |                                                                                                 |
|                              |                                                                                                 |
| اللقب                        | أم در                                                                                           |
| تاريخ التأسيس                | - 1691 تقريبًا                                                                                   |
| تقسيم إداري                  |                                                                                                 |
| البلد                        | السودان                                                                                         |
| العاصمة                      | الخرطوم                                                                                         |
| محلية                        | أم درمان الكبرى                                                                                 |
| المسؤولون                    |                                                                                                 |
| معتمد                        | محمد إمام التهامي (2012)                                                                        |
| خصائص جغرافية                |                                                                                                 |
| إحداثيات                     | 15°39′00″N 32°29′00″E / 15.65°N 32.48333°E                                                      |
| المساحة                      | 28165كم2 (650 ميل مربّع) كم2                                                                     |
| الارتفاع                     | 280 متر ( قدم)                                                                                  |
| السكان                       |                                                                                                 |
| التعداد السكاني              | - المدينة: 2758401 نسمة - مع مدن العاصمة المثلثة : 8,363,915 نسمة نسمة (إحصاء 5 وتقديرات 2008*) |
| الكثافة السكانية             | 162 نسمة/كم2 (101.2 نسمة/ميل مربّع)                                                              |
| معلومات أخرى                 |                                                                                                 |
| التوقيت                      | EAT (توقيت شرق أفريقيا +3 غرينيتش)                                                              |
| التوقيت الصيفي               | +3 غرينيتش                                                                                      |
| الرمز الهاتفي                | 185(249)                                                                                        |
| أيزو 3166-2                  | SD-KH                                                                                           |
| الموقع الرسمي                |                                                                                                 |
| الرمز الجغرافي               | 379253                                                                                          |
|                              |                                                                                                 |
|                              |                                                                                                 |
| تعديل مصدري - تعديل          |                                                                                                 |

| الخرطوم                     | الخرطوم                                                                                           |
| --------------------------- | ------------------------------------------------------------------------------------------------- |
| الخرطوم ليلاً                |                                                                                                   |
|                             |                                                                                                   |
| العلم                       | شعار الخرطوم                                                                                      |
| الخرطوم وسط العاصمة المثلثة |                                                                                                   |
|                             |                                                                                                   |
| اللقب                       | عاصمة السودان                                                                                     |
| تاريخ التأسيس               | - 1691 تقريبًا - 1830 التأسيس كعاصمة للبلاد                                                        |
| تقسيم إداري                 |                                                                                                   |
| البلد                       | السودان                                                                                           |
| العاصمة                     | الخرطوم                                                                                           |
| محلية                       | محلية الخرطوم                                                                                     |
| المسؤولون                   |                                                                                                   |
| معتمد                       | عمر إبراهيم نمر                                                                                   |
| خصائص جغرافية               |                                                                                                   |
| إحداثيات                    | 15°58′00″N 32°52′00″E / 15.96667°N 32.86667°E                                                     |
| المساحة                     | 28165كم2 (650 ميل مربّع) كم2                                                                       |
| الارتفاع                    | 382 متر (1,253,28 قدم)                                                                            |
| السكان                      |                                                                                                   |
| التعداد السكاني             | - المدينة: 2,682,431 نسمة - مع مدن العاصمة المثلثة : 8,363,915 نسمة نسمة (إحصاء 5 وتقديرات 2012*) |
| الكثافة السكانية            | 162 نسمة/كم2 (101.2 نسمة/ميل مربّع)                                                                |
| معلومات أخرى                |                                                                                                   |
| التوقيت                     | EAT (توقيت شرق أفريقيا +3 غرينيتش)                                                                |
| التوقيت الصيفي              | +3 غرينيتش                                                                                        |
| الرمز البريدي               | 11111 (11111 حتى 12211)                                                                           |
| الرمز الهاتفي               | 183(249)                                                                                          |
| أيزو 3166-2                 | SD-KH                                                                                             |
| الموقع الرسمي               | www.krt-loc.gov.sd                                                                                |
| الرمز الجغرافي              | 379253                                                                                            |
|                             |                                                                                                   |
|                             |                                                                                                   |
| تعديل مصدري - تعديل         |                                                                                                   |

| الخرطوم بحري                 | الخرطوم بحري                               |
| ---------------------------- | ------------------------------------------ |
|                              |                                            |
|                              |                                            |
| العلم                        | شعار ولاية الخرطوم                         |
| أم درمان غرب العاصمة المثلثة |                                            |
|                              |                                            |
| اللقب                        | بحري                                       |
| تقسيم إداري                  |                                            |
| البلد                        | السودان                                    |
| العاصمة                      | الخرطوم                                    |
|                              | ولاية الخرطوم                              |
| المسؤولون                    |                                            |
| المعتمد                      | أ. محمد عبد الرحمن حسين العمدة             |
| خصائص جغرافية                |                                            |
| إحداثيات                     | 15°38′00″N 32°33′00″E / 15.63333°N 32.55°E |
| المساحة                      | 455كلم مربع كم2                            |
| السكان                       |                                            |
| إجمالي السكان                | 1.184.000                                  |
| معلومات أخرى                 |                                            |
| التوقيت                      | GMT+3                                      |
| التوقيت الصيفي               | +3 غرينيتش                                 |
| أيزو 3166-2                  | SD-KH                                      |
| الرمز الجغرافي               | 379253                                     |
|                              |                                            |
|                              |                                            |
| تعديل مصدري - تعديل          |                                            |

## تقسيم الخرطوم
وتنقسم الخرطوم من الناحية الجغرافية إلى ثلاثة كتل :-
| وتبدأ من المقرن ( حيث ملتقى النيلين الأزرق والأبيض) وتنحصر بينهما وتمتد جنوباً حتى حدود ولاية النيل الأبيض حيث الأسماك ومزارع الخضر والفاكهة وإنتاج الأعلاف. و تضم لها جزيرة توتي التي هي في مقترن النيلين وتمثل النقطة التي يبدأ منها نهر النيل العظيم أطول أنهار العالم | و هي تقع على الجانب الشرقي من النيل وتضم محلية شرق النيل ومحلية بحري و تحوي عدة مواقع مهمة منها : أ- مصفاة الخرطوم ( بالجيلي ) ب- أكبر محطات توليد الكهرباء بالسودان : 1- محطة الشهيد محمود شريف الحرارية 2- محطة قري الحرارية ج- منطقة الخرطوم بحري الصناعية د- منطقة قرّي الصناعية هـ- محطة بحري للمياه وهي أكبر محطة مياه بالسودان كما أن بها طريق يربط الخرطوم بالولايات الشرقية(الخرطوم عطبرة بورتسودان) و آخر مع الولايات الجنوبية الشرقية ( الخرطوم الجزيرة ) بالإضافة لمزارع الأعلاف والألبان | وهي تلك التي تقع غرب النيلين الأبيض ونهر النيل وتضم ثلاثة محليات وهي محليات أم درمان وأم بدة وكرري، وتعتبر مدينة أم درمان أكبر مدنها – وقد عرفت بالعاصمة التاريخية للسودان حيث يرجع تاريخ تأسيسها إلى ما قبل الثورة المهدية. كما يوجد بها العديد من المناطق الأثرية والتاريخية والدينية والأسواق الشعبية، وتعتبر منطقة غرب أم درمان من أميز مناطق الصيد الطبيعي بالولاية. |

ولاية الخرطوم بها اكتظاظ سكاني كبير وذلك لإنها حوَت الكثير من الإشكاليات التي حدثت خلال السنوات الماضية من نزوح المواطنين من مختلف بقاع السودان. فنجد كثير من السكان الذين عانوا من حروب وغيرها فمعظمهم جاؤوا إلى ولاية الخرطوم في ظل تلك الظروف كان لا بد من التوسع في الأحياء السكنية والخطط الإسكانية في الولاية في مختلف مدنها. وأحياء الولاية هي:
.

## المتاحف والمناطق الاثرية
ولاية الخرطوم غنية بالمواقع الاثرية التي ترجع الي حقب حضارية مختلفة تبدأ منذ عصور ماقبل التاريخ حتى العصور التاريخية، أما المتاحف ففيها أيضاً عدد من المتاحف المتخصصة مثل المتحف القومي والذي يشمل كافة الحقب الحضارية منذ عصور ماقبل التاريخ حتى عصر الفونج ومتحف التاريخ الطبيعي ومتحف التراث الشعبي وومركز دراسة الفولكلور التابع للهيئة القومية للآداب والفنون ومتحف إبراهيم حجازي الخاص بمدينة ام درمان :
| متحف السودان القومي يقع على شارع النيل وهو من أكبر المتاحف في السودان وقد تم افتتاح مبناه الحالي في عام 1971، وكان في السابق يقع في مباني كلية الآداب بجامعة الخرطوم. ويضم مقتنيات الحضارات السودانية القديمة منذ العصر الحجري وعهود ممالك مروي و نبتة وحتى الممالك المسيحية والعصر الإسلامي. وقد نقلت إليه بضع معابد فرعونية قديمة ويشكل الفناء الخارجي له متحفاً مفتوحاً على الهواء الطلق حيث تقوم فيه عدة تماثيل واعمدة ونصب تذكارية بمختلف الأحجام. وتنافس مقتنياته ما هو موجود من نوعها في متاحف مدن كبيرة كالقاهرة و نيويورك خاصة تلك التي تمثل الحضارات القديمة. | تمثال داخل المتحف القومي                               |
| القصر الجمهوري القديم هو معلم تاريخي يعود بنائه إلى عام 1821 وقد قتل فيه الجنرال غوردون حاكم السودان الإنجليزي المصري ويشكل السلم الذي سقط منه غوردون صريعا على يد الدراويش والذي ظهر في لوحة زيتية انتشرت في الغرب معلماً يحرص كبار زوار الخرطوم من القادة والزعماء الأجانب على مشاهدته. وكان يعرف آنذاك باسم سرايا الحاكم العام، والقصر غير مفتوح للجمهور ولكن يمكن المرور أمامه من الناحية الشمالية المطلة على النيل أمام الحرس. كما تقام أمامه كل يوم أربعاء عملية تغيير الحرس التي تعتبر فعالية سياحية يحرص على مشاهدتها الكثير من زوار الخرطوم. وقد كان القصر مقراً لرئيس الجمهورية قبل أن يتقرر تحويله إلى متحف بعد انتقال رئيس الجمهورية في عام 2014 إلى القصر الرئاسي الجديد الواقع بالقرب منه. | القصر الجمهوري.                                        |
| متحف بيت الخليفة يقع في محافظة ام درمان ويمكن القول بأن هذا المتحف عباره عن مسكن الخليفة عبد الله بن السيد محمد(تورشين) الذي كان قد تم تشييده علي مرحلتين، تمت المرحلة الأولي منه في الفترة من عام1887م إلى عام 1888م واكتمل العمل في مرحلته الثانية (الطابق الثاني) في عام 1891م، وقد أشرف علي عملية البناء فيه حامد عبد النور تحت اشراف المهندس المعماري الإيطالي بيترو | نموذج لزي أحد أنصار المهدي، متحف بيت الخليفة، أم درمان |

- المساجد دور العبادة

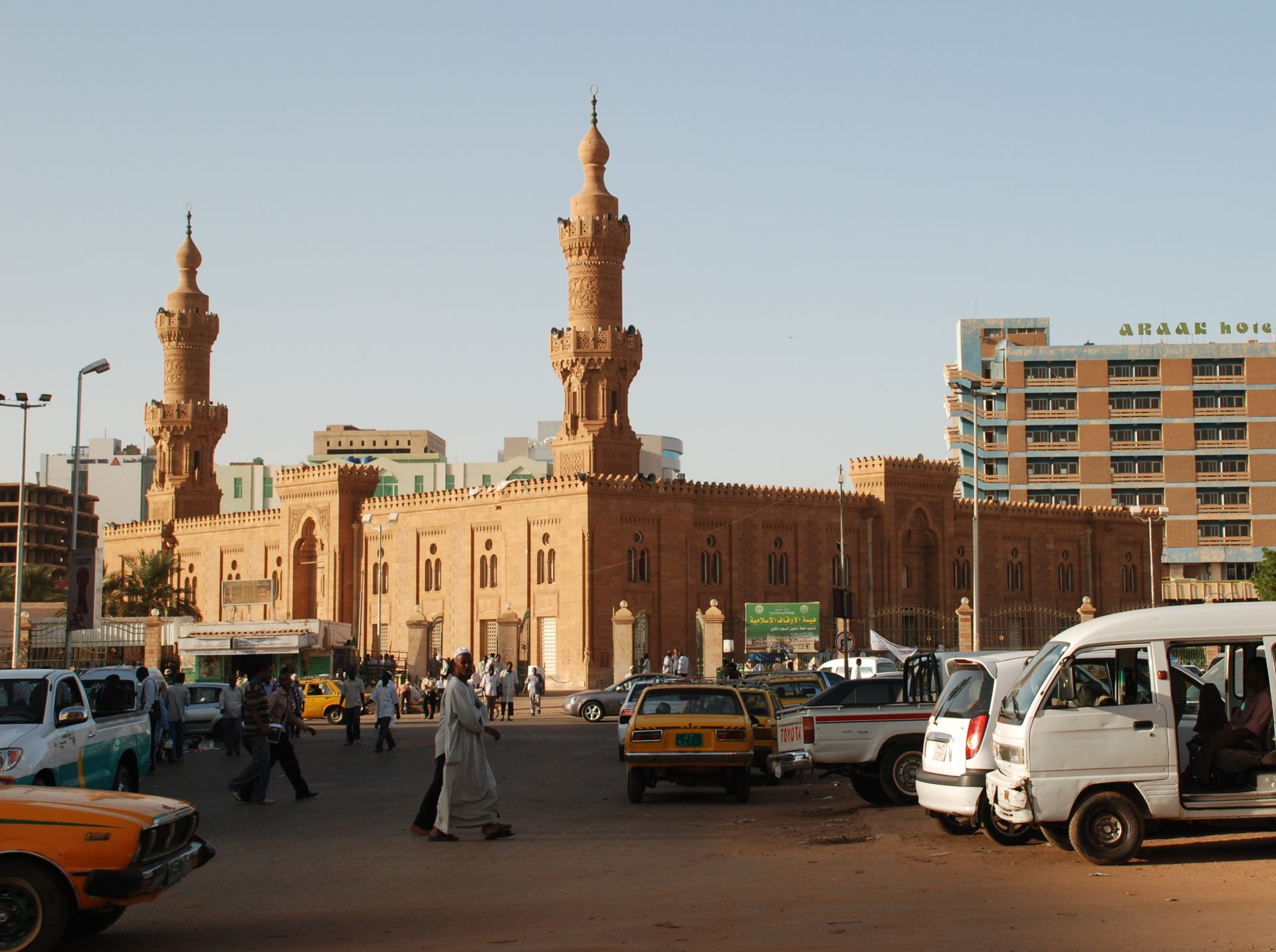
الجامع الكبير الخرطوم
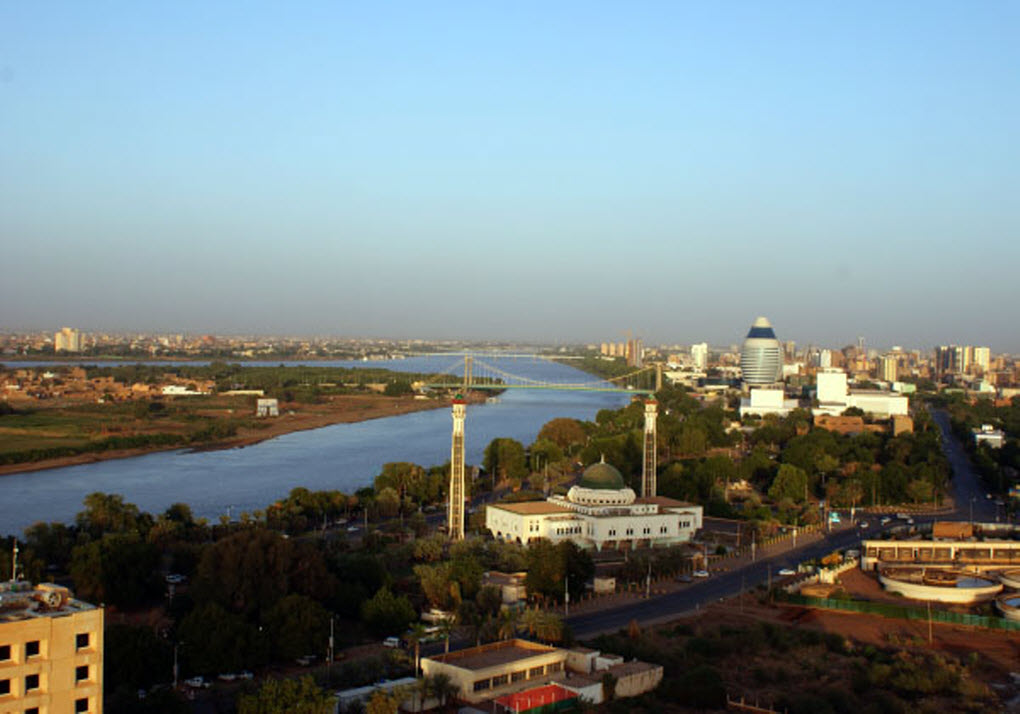
مسجد الشهيد الخرطوم
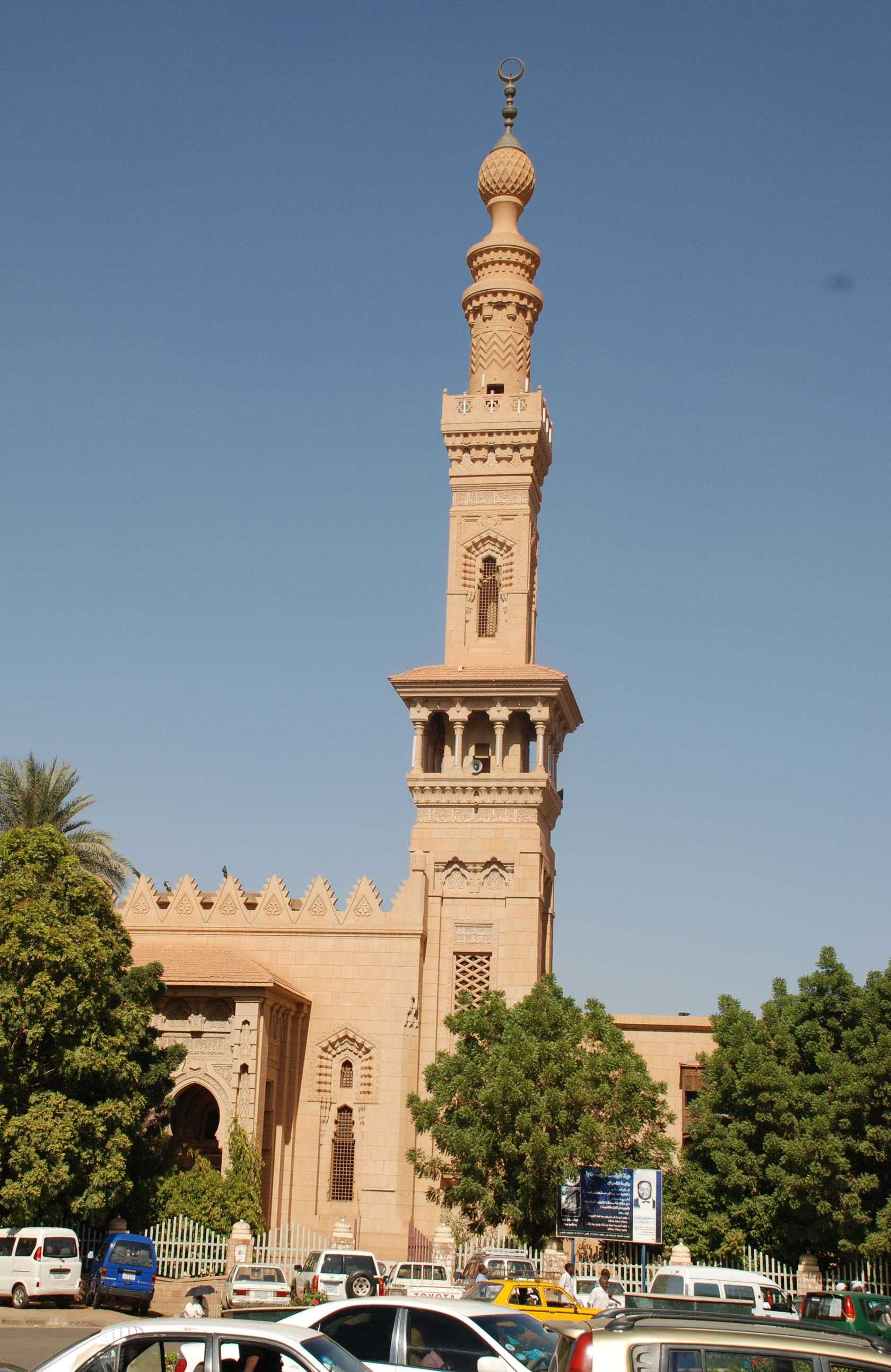
مسجد فاروق الخرطوم
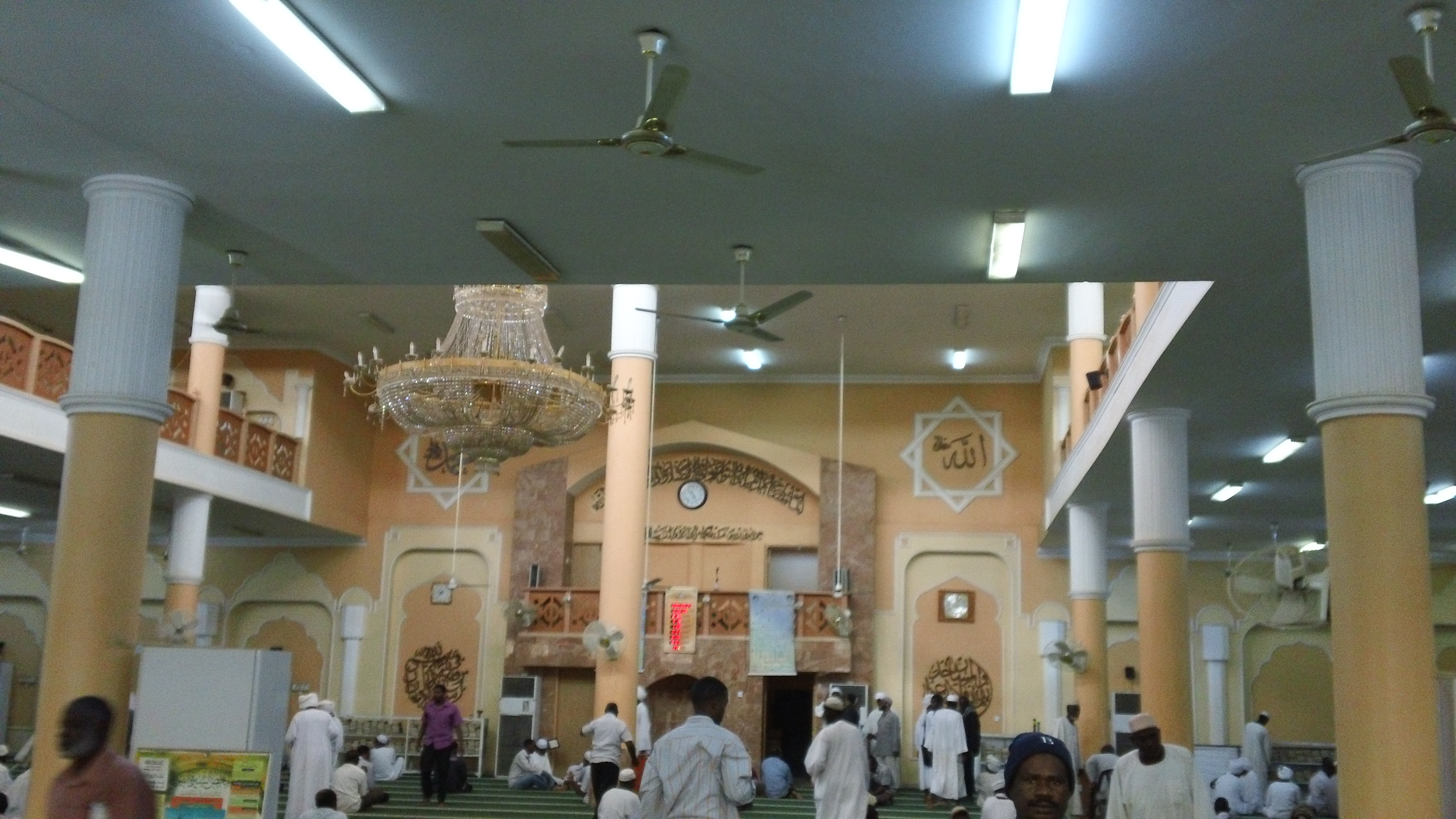
مسجد أم درمان الجديد – أم درمان – السودان

## وصلات خارجية
- الموقع الرسمي لولاية الخرطوم
- موسوعة السودان الرقمية
- صور لمدينة الخرطوم